# Río Viejo (Chile)

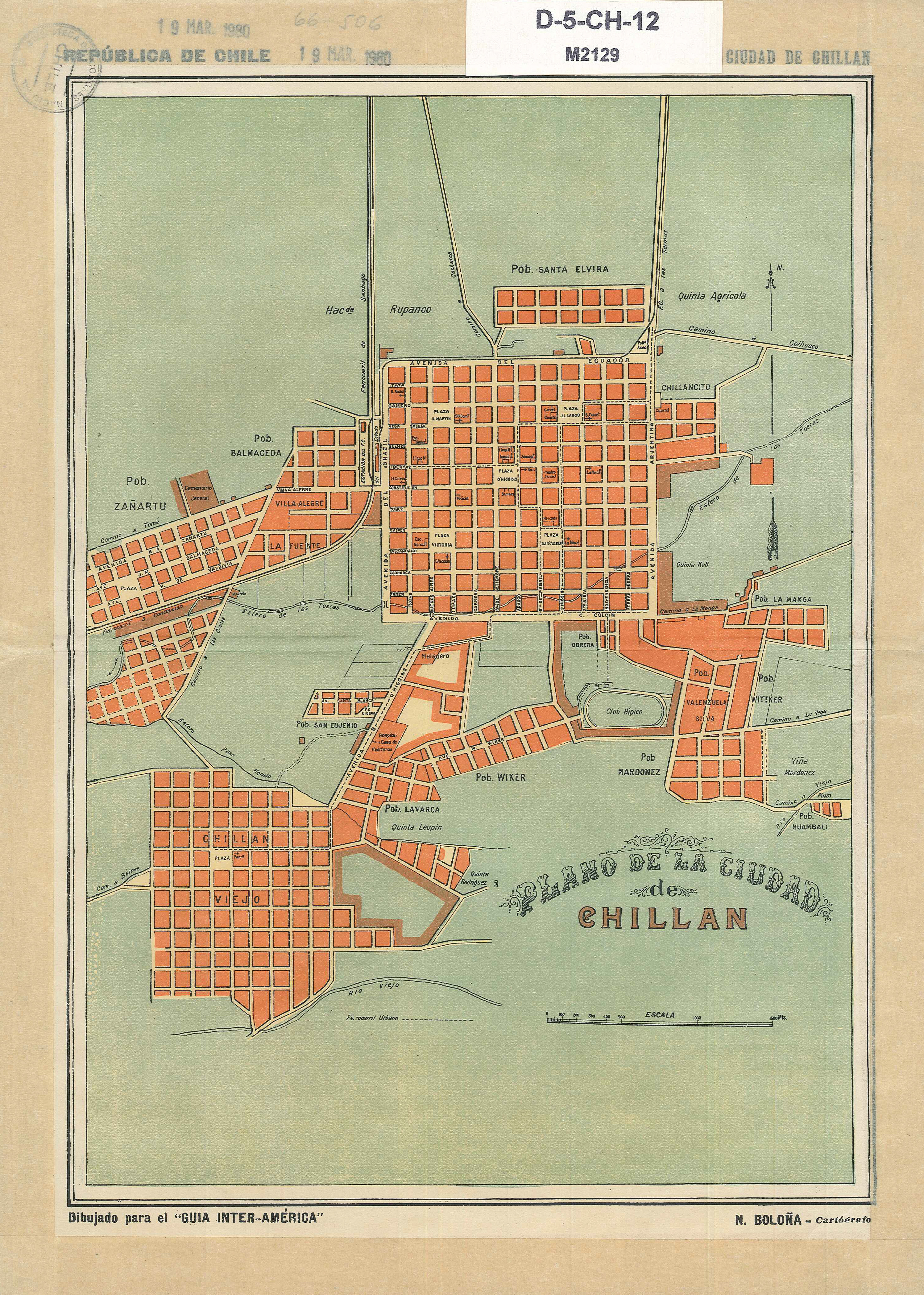
Plano de la ciudad de Chillán de principios del donde aparece el estero Río Viejo bordeando el costado sur de la ciudad y también de Chillán Viejo

El Río Viejo es un antiguo brazo del río Chillán, que discurre entre las comunas de Chillán y Chillán Viejo en la región de Ñuble, República de Chile. 

## Historia
El 26 de junio de 1580 se fundó la ciudad de Chillán en su rivera norte, en el sitio hoy denominado "El Bajo", lugar donde permaneció la ciudad en sus dos primeras fundaciones hasta su traslado al actual emplazamiento de Chillán Viejo. 
El 25 de mayo de 1751 un terremoto arrasó la zona centro sur de Chile provocando la destrucción de Concepción en su antiguo emplazamiento de Penco y también de la ciudad de Chillán. El fuerte sismo provocó el hundimientodel terreno donde se ubicaba la ciudad la que resultó inundada por la crecida del río debido a las lluvias ocurridas también en esos días, lo que determinó a la población a trasladar a la ciudad a la altura inmediata ubicada poco más al norte, lugar conocido como "Alto de la Horca". Este cataclismo provocó también que el cauce principal del río Chillán se desplazara a unas quince cuadras al sur hasta el brazo conocido como "estero de la Lajuela", que hasta el día de hoy es el cauce principal, quedando paulatinamente abandonado el antiguo brazo que comenzó a ser denominado como "río viejo" y posteriormente como "estero Río Viejo", que es la denominación que conserva hasta el presente.
Francisco Solano Asta-Buruaga y Cienfuegos escribió en 1899 en su obra póstuma Diccionario Geográfico de la República de Chile sobre el río Chillán y lo presenta dividido en dos brazos,:
Chillán (Río de).-—Procede de los contrafuertes occidentales del volcán de su nombre. Corre hacía el O. por un lecho ceñido al principio de alturas selvosas de las faldas de los Andes; pasa por la proximidad del norte de la ciudad de Pinto, frente á la cual tiene un puente, construido en 1889, en el camino que va á Coihueco. Entra en el valle ó llano central, donde comienza á perder la rapidez que traía y á seguir por un lecho bajo y extendido hasta acercarse á la ciudad de Chillán Viejo, cuyo costado sur baña, y luego se divide en dos brazos, continuando el principal hacia el SO. por un cauce ó tajo estrecho y profundo, que ha escomido desde fines del siglo pasado y sobre el cual tiene otro puente. Reunido poco después en un cuerpo y aumentado con los pequeños riachuelos de Cadacada, Bollén y Quilmo, que recibe por su izquierda, y el Maipón, por su derecha, va hacia el NO. á echarse en la izquierda del río Ñuble á unos 18 kilómetros al O. de la ciudad de Chillán. Su curso es de mediano caudal y de 80 á 85 kilómetros de longitud. Alimenta una veintena de canales que riegan los campos vecinos á sus márgenes.
Antiguamente, el brazo conocido como río viejo nacía en las cercanías del pueblo de Guangualí, donde hoy se ubica el puente El Saque sobre el río Chillán. En la actualidad, el río sólo tiene un brazo, mientras que el estero Río Viejo se alimenta de las aguas lluvias y desemboca en el río Chillán al poniente de Chillán Viejo, quedando parte de su antiguo lecho borrado por la construcción de nuevos barrios y calles de la ciudad de Chillán.